# مردخای ماکلیف
مردخای ماکلیف (انگلیسی: Mordechai Maklef؛ ۱۹ ژانویه ۱۹۲۰ – ۲۲ فوریه ۱۹۷۸) سپهبد نیروی زمینی اسرائیل بود، که در فاصله سال‌های ۱۹۵۲ تا ۱۹۵۳ به‌عنوان سومین رئیس ستاد کل نیروهای مسلح اسرائیل فعالیت می‌کرد.
ماکلیف فعالیت نظامی را از سال ۱۹۳۲ در نیروی زمینی بریتانیا آغاز کرد و در سال ۱۹۴۸ به ارتش اسرائیل پیوست. وی از ۱۹۴۹ تا ۱۹۵۲ رئیس اداره عملیات ارتش اسرائیل و جانشین رئیس ستاد کل نیروهای دفاعی اسرائیل بود.